# Alexandre Lacazette
Alexandre Lacazette (Lyon, 28. svibnja 1991.) francuski je nogometaš koji uglavnom igra kao centarfor, a može biti i polušpica ili krilo. Trenutačno igra za saudijski klub Neom.
Seniorsku karijeru započeo je s 19 godina u matičnom klubu Lyonu. Godine 2017. potpisao je ugovor s Arsenal za novčanu naknadu od 47,5 milijuna funti. Debitirao za francusku nogometnu reprezentaciju 2013. godine, nakon što je predstavljao svoju naciju u svim mlađim uzrastima.

## Rani život
Rođen je u obitelji gvadalupskog podrijetla. Najmlađi je od četvorice sinova. Jedan od njegove braće, Benoît, igrao je u švicarskoj drugoj ligi i francuskoj četvrtoj ligi te bio trener u futsalskom klubu u Lyonu. Njegov rođak Romuald je također profesionalni nogometaš i igra na poziciji središnjeg veznog. Lacazette je počeo igrati nogomet sa sedam godina za lokalni klub Elan Sportif, u 8. okrugu Lyona.

## Uspjesi

### Klupski
Lyon
- Coupe de France: 2011./12.
- Trophée des Champions: 2012.

Arsenal
- FA kup: 2019./20.
- FA Community Shield: 2017.
- UEFA Europska liga: doprvak 2018./19.

### Reprezenttivna
Francuska do 17
- UEFA Europsko prvenstvo do 17 godina: doprvak 2008.

Francuska do 19
- UEFA Europsko prvenstvo do 19 godina: 2010.

## Vanjske poveznice
- Alexandre Lacazette na Transfermarktu
- Alexandre Lacazette na Socerbaseu